# رهن عقاري عكسي
الرهن العقاري العكسي، هو عبارة عن قرض عقاري يُضمن عادةً بواسطة عقارات سكنية تمكّن المُقترض من الوصول إلى القيمة غير المثقلة للعقار. تُقدّم القروض عادةً لملاك المنازل كبار السن؛ ولا تتطلب دفعات شهرية للرهن العقاري. يبقى المقترضون مسؤولين عن الضرائب العقارية وتأمين المنزل، وتسمح الرهون العقارية للمسنين بالحصول على قرض يساوي القيمة السوقية الحالية المُكتسبة لمنازلهم؛ وتأجيل سداد القرض إلى حين موتهم أو بيع المنزل أو الخروج منه.
تُضاف الفائدة إلى المبلغ المتبقي من القرض كل شهر؛ بسبب عدم وجود أقساط رهن عقاري مطلوبة للدفع من أجل الرهن العقاري العكسي، ويمكن أن تنمو قيمة القرض المتزايدة في نهاية المطاف لتتجاوز قيمة المنزل السوقية؛ ولا سيما في أوقات انخفاض قيمة المنازل أو في حال عيش المقترض في المنزل لسنوات عديدة، ومع ذلك، فقد يشترط المقترض (أو مقترض العقار) عدم دفع أي مبلغ من القرض يتجاوز قيمة المنزل.
تؤكد الإدارة الاتحادية للإسكان في الولايات المتحدة أن «الرهن العقاري لتحويل القيمة السوقية» (المعروف أيضًا باسم عكس الرهن العقاري) هو قرض بدون حق رجوع، أي بعبارات بسيطة؛ لا يُعتبر المقترضون مسؤولين عن سداد أي مبلغ من القرض يتجاوز عائدات صافي المبيعات لمنازلهم، فإذا غادر المقترض الأخير المنزل على سبيل المثال، وكان رصيد القرض للرهن العقاري العكسي الذي أمنته الإدارة الاتحادية للإسكان هو 125.000 دولار وبيع المنزل بسعر 100.000 دولار؛ فلن يكون المقترض ولا ورثته مسؤولين عن مبلغ 25.000 دولار الزائد عن قيمة قرض الرهن العقاري العكسي التي تجاوزت قيمة منزلهم، إذ تدفع الإدارة المحلية للإسكان الزيادة الإضافية (25.000 دولار) المُشتراة عند إنشاء قرض الرهن العقاري لتحويل القيمة السوقية.
لا يمكن أن يسير الرهن العقاري العكسي بشكل معكوس، إذ تبلغ كلفة تأمين رهن قروض الإدارة المحلية للإسكان 2% من القيمة المقدّرة للمنزل كرسوم تُدفع لمرة واحدة؛ و0.5% كرسم سنوي من رصيد القرض غير المسدد.
تختلف القواعد المحددة لمعاملات الرهن العقاري العكسي تبعًا لقوانين القضاء؛ ففي كندا على سبيل المثال، لا يمكن أن يتجاوز رصيد القرض القيمة السوقية العادلة للمنزل بحكم القانون.
يمكن للمرء أن يقارن الرهن العقاري العكسي بالرهن العقاري التقليدي، إذ يدفع مالك المنزل للجهة المُقرضة شهريًا؛ وتزيد القيمة السوقية للمنزل بعد كل دفعة.
أعطى المنظمون والأكاديميون تعليقات مختلطة على سوق الرهن العقاري العكسي، ويرى بعض خبراء الاقتصاد أن الرهون العقارية العكسية قد تفيد المسنين من خلال ترشيد أنماط دخلهم واستهلاكهم مع مرور الوقت، ومع ذلك، فإن السطات التنظيمية مثل مكتب حماية المستهلك المالي ترى أن الرهون العقارية العكسية هي «منتجات معقدة وصعبة الفهم بالنسبة للمستهلكين»، لا سيما في ضوء «التضليل الإعلامي» والاستشارات منخفضة الجودة و«إمكانية الاحتيال والخدع الأخرى».
يدعي المكتب علاوة على ذلك أن العديد من المستهلكين لا يستخدمون الرهون العقارية العكسية للأغراض الإيجابية؛ وهي أغراض ترشيد الاستهلاك التي اقترحها خبراء الاقتصاد. يجب على المقترض في كندا طلب استشارة قانونية مستقلة قبل الموافقة على الرهن العقاري العكسي.
تخلف في الولايات المتحدة عام 2014 «عدد كبير نسبيًا» من مقترضي الرهن العقاري العكسي -نحو 12%- عن دفع «ضرائب الملكية أو تأمين مالكي المنازل»، إذ يمكن لمقترضي الرهن العقاري العكسي في الولايات المتحدة أن يتعرضوا لحبس الرهن إذا لم يحتفظوا بمنازلهم أو استكملوا دفع ضرائب الملكية وتأمين مالكي المنازل.

## تبعًا للبلد

### أستراليا

#### الاستحقاق
تُعتبر الرهون العقارية العكسية متاحةً في أستراليا. في عام 2012 ، عُدل قانون حماية ائتمان المستهلك الوطني بموجب قوانين الإقراض المسؤول ليشمل مستوى عاليًا من تنظيم الرهون العقارية العكسية، إذ تُنظم الرهون العقارية العكسية أيضًا بواسطة المفوضية الأسترالية للسندات والاستثمارات التي تتطلب امتثالًا وإيضاحًا عاليين من المقرضين والمستشارين والمقترضين.
يتوجب على المقترضين طلب استشارة ائتمانية من أخصائي معتمد في مجال الرهن العقاري العكسي قبل التقدم بطلب للحصول على رهن عقاري عكسي، ويجب على أي شخص يرغب بممارسة أنشطة ائتمانية (بما في ذلك المقرضون والمؤجرون والوسطاء) أن يحصل على ترخيص من المفوضية الأسترالية للسندات والاستثمارات؛ أو أن يكون ممثلًا لشخص حاصل على الترخيص (أي إما أن يكون لدى الشخص ترخيص أو تحت إشراف شخص آخر يملك الترخيص كممثل ائتماني أو موظف معتمد) (المفوضية الأسترالية للسندات والاستثمارات).
تختلف شروط التأهيل حسب الجهة المقرضة. وفي ما يلي شروط التأهيل اللازمة من أجل لحصول على رهن عقاري عكسي في أستراليا:
- يجب أن يكون عمر المقترض أكثر من 60 أو 65 عامًا؛ إذا احتوى الرهن العقاري أكثر من مقترض، ويجب على المقترض الأصغر تحقيق متطلبات العمر.[6][7][6]
- يجب على المقترض امتلاك العقار، أو يجب أن يكون رصيد الرهن العقاري الحالي منخفضًا إلى حد يسقط معه بفضل عائدات الرهن العقاري العكسي؛ وبالتالي إبقاء الرهن العقاري العكسي الضمان الوحيد للممتلكات.[6]

### حجم القرض وتكلفته
يمكن أن تصل الرهون العقارية العكسية في أستراليا إلى 50% من قيمة العقار، إذ يُحدّد المبلغ الدقيق للأموال المتاحة (حجم القرض) بعدة عوامل:
- عمر المقترض، إذ يكون مبلغ المال أكبر كلما كان عمر المقترض أكبر.
- أسعار الفائدة الحالية.[6]
- قيمة العقار.[6]
- موقع العقار.
- الحد الأدنى والأقصى للبرنامج، فقد يكون القرض على سبيل المثال مُقيدًا بحد أدنى 10.000 دولار وحد أقصى يتراوح بين 250.000 و1.000.000 دولار حسب الجهة المقرضة.

تعتمد تكلفة الحصول على رهن عقاري عكسي على البرنامج الحصري للرهن العقاري العكسي الذي يحصل عليه المقترض، وتُحول عادةً هذه التكاليف إلى القرض نفسه وتتراكم مع المبلغ الأصل. تتضمن التكاليف التقليدية للرهن العقاري العكسي ما يلي:
- رسوم تسجيل (رسوم تأسيس) = بين 0 دولار و950 دولارًا.[8][9]
- رسوم الطوابع ورسوم تسجيل الرهن العقاري ورسوم حكومية أخرى = تختلف حسب الموقع.

يختلف معدّل الفائدة على الرهن العقاري العكسي، إذ تقدم بعض البرامج قروضًا بفائدة ثابتة؛ بينما يقدم البعض الآخر قروضًا بفائدة متغيرة.
بالإضافة إلى ذلك، قد تكون هناك تكاليف خلال فترة رهن العقار العكسي، إذ تُطبق رسوم خدمة شهرية على رصيد القرض (12 دولارًا في الشهر على سبيل المثال)، والتي تُراكم مع المبلغ الأصل. تُعتبر أفضل المنتجات تلك التي لا تمتلك رسومًا شهرية.
عند التفكير بالرهن العقاري العكسي، يجب الأخذ بعين الاعتبار عدم وجود رسوم شهرية وأقل سعر فائدة، إذ يجب عليك التفكير في منتج آخر في حال فرض عليك البنك الذي تتعامل معه رسومًا شهرية.

## عائدات الرهن العقاري العكسي
يمكن توزيع الأموال العائدة من الرهن العقاري العكسي بعدة طرق:
- مبلغ إجمالي يُقتطع نقدًا عند التسوية.
- سداد ملكية كدفعة نقدية شهرية.
- خط ائتماني يشبه الخط الائتماني للقيمة السوقية للمنزل.
- مزيج مما سبق.

الأسباب الأكثر شيوعًا لنشر الناس القيمة السوقية لمنازلهم من خلال الرهن العقاري العكسي:
- لتلقي دخل إضافي يُساعد في تحمل تكاليف المعيشة.
- دمج الديون الأخرى ودفعها.
- شراء سيارة جديدة.
- تمويل رعاية المسنين في المنزل أو في دور رعاية المسنين.
- تحسين أو إصلاح أو تجديد المنزل.
- مساعدة العائلة والأحفاد.
- تسديد تكاليف عطلة.